# Погребни обичаји старог Египта
Погребни обичаји старог Египта подразумевају низ ритуала и протокола, укључујући мумификацију, враџбине и сахрањивање са гробним прилозима неопходним да би се покојнику обезбедио живот после смрти.
Погребни обичаји су се мењали кроз време, с обзиром да су нови увек замењивали старе, али припрема тела, магијски ритуали, и гробни прилози су остали кључни елементи једне египатске сахране. Постојало је мноштво богова за које је била потребна посебна припрема, јер се веровало да ће сваки од њих судити покојнику пре него што му се омогући улазак у загробни живот.

## Позадине у Египту
Иако не постоје сачувани списи из времена Прединастичког Египта, сматра се да је важност физичког тела и његовог очувања потекло одатле. Ово објашњава зашто људи тог времена нису прибегавали кремацији, већ сахрањивању покојника. Неки аутори такође верују да су Египћани имали страх да ће покојници оживети ако не добију погодан третман након смрти.
Тела у ранијим периодима сахрањивана су у једноставним, плитким овалним јамама, са мало гробних прилога. Некада је сахрањивано више покојника и животиња у једној јами. Временом, гробови су постали комплекснији, а тела су прво стављана у плетене корпе, а потом у ковчеге од теракоте или дрвета. Најнапредније горбнице садржале су саркофаге са гробним прилозима попут накита и хране.
Ови налази указују на то да се у прединастичком периоду Египта размишљало о загробном животу, без обзира на то што археолошки материјал сведочи о томе да је обичан човек имао мале шансе да му приступи. С друге стране, фараону је био загарантован улазак у загробни живот због његове улоге владара.
Људске жртве нађене у раним краљевским гробницама потпоравају мишљење да су се уз фараоне сахрањивали људи који ће му служити након смрти. Међутим, фигурине и сликани прикази на зидовима временом су заменили људске жртве.
Нису само ниже класе биле у обавези да се покоре фараону, већ и племство. Веровали су да владар након смрти постаје божанство, које ће подарити одређеним индивидуама могућност да приступе загробном животу. Ово веровање задржало се до Старог краљевства.
Иако су многе враџбине опстале из старијих периода, такође су се додавале нове које су потом прилагођаване племству. У Првом прелазном периоду, међутим, улога фараона је драстично опадала. Погребни текстови, који су претходно били резервисани само за краљевску породицу, постали су доступни и осталим људима. Више се није сматрало да је фараону омогућен улазак у загробни живот због његове улоге на земљи, већ се сматрало да ће након смрти бити изједначен са целом популацијом.

### Праисторија
Прве сахране у Египту забележене су на локалитетима Ел Омари и Маади. Људи су сахрањивани у једноставним, кружним јамама са једном посудом. Тело покојника није било положено на посебан начин као што је то случај у осталим периодима. Пошто не постоје сачувани писани докази, врло је мало информација о веровањима која се тичу загробног живота. Посуде које су налажене у јамама највероватније су служиле за складиштење хране за покојника.

### Прединастички период
Погребни обичаји развијали су се током Прединастичког периода. Традиција једноставних јама из Ел Омарија и Маадија је још увек била присутна. До краја овог периода, јавио се велики број предмета у правоугаоним гробницама, као и ритуали који су практиковани од стране Египћана из периода Накада II (3650-3300 п. н. е). Тада су тела сахрањивана у згрченцу, са лицем окренутим ка истоку или ка западу. Фигурине жена са огољеним грудима и птицоликим лицима налажене су у неким гробовима. Неки су такође имали више прилога од осталих, што указује на почетак друштвене стратификације. Родне разлике приказиване су кроз сахрањивање мушкараца уз оружје и сахрањивање жена уз козметичке палете.

### Ранодинастички период
До Прве династије, неки Египћани били су довољно богати да приуште изградњу гробница. Правоугаоне гробнице од ћерпича са подземном погребном одајом, мастабом, развија се управо у овом периоду. Прикази на зидовима имитирали су мотиве краљевске палате. У каснијим периодима, сигурно је да су се покојници поистовећивали са Озирисом, богом подземља.
Гробни прилози подразумевали су намештај, накит и друштвене игре, као и оружје, козметичке палете и храну. Најбогатије гробнице садржале су на хиљаде прилога, а постоје и назнаке мумификације. Остали предмети у гробницама који су се користили у свакодневном животу указују на то да су Египћани сматрали да ће им бити потребни и у следећем. Употреба стела испред гробница започета је у Првој династији, што указује на жељу за индивидуализацијом.

### Старо краљевство
Током Старог краљевства, владари су почели да граде пирамиде окружене каменим мастабама за високе званичнике. Чињеница да је већина њих била у сродству са краљевском породицом налаже да су ти комплекси такође представљали врсту породичне гробнице.
Тела покојника вишег сталежа била су мумификована, умотана у платнене завоје и положена у камене саркофаге или обичне дрвене ковчеге. Крајем Старог краљевства, јављају се маске прекирвене слојем обојеног материјала, који се зове картонажа. Канопске вазе су у овом периоду садржале унутрашње органе покојника. Амајлије од злата, синтерованог кварца и карнеола појављују се у различитим облицима да би заштитиле тело. Такође постоје докази натписа на унутрашњем делу ковчега елите.
Статуе покојника су прављене унутар гробница и највероватније су имале ритуалну сврху, док су декорације на зидовима приказивале приношење безкрвних жртава.

### Први прелазни период
Политичка ситуација током Првог прелазног периода одражавала се у разликама локалних уметничких стилова и разликама у сахрањивању. На пример, неки уметници су често сликали Уџат око, а такође је постојала регионална разлика у хијероглифима који су се користили за декорацију ковчега.
Повремено су мушкарци сахрањивани са алатима и оружјем, док су жене сахрањиване са накитом и огледалима. Жрвњеви су такође налажени у женским гробницама, јер се сматрало да ће их жене користити за припремање хране у следећем животу, као што се сматрало да ће мушкарци користити оружје за борбу.

### Средње краљевство
Погребни обичаји током Средњег краљевства су, као и у претходном периоду, одражавали политичке трендове. За време Једанаесте династије, гробнице су прављене унутар планина Тебе или у локалним гробљима Горњег и Средњег Египта. Од Дванаесте династије, високи званичници служили су краљевима нове породице који су владали из града Лишт. Разлика у топографији Тебе и Лишта условила је и разлике у гробницама: на северу, племство је градило мастабе на пустињском тлу, док су на југу и даље грађене гробнице у планинама.
Гробнице нижег сталежа биле су једноставније. Тело је могло бити мумификовано и умотано у платно, или само умотано, али не и мумификовано. Неке гробнице садржале су статуу поред покојника. Накит се ретко налазио као гробни прилог у гробницама оних који нису припадали елити.
На неким правоугаоним ковчезима Дванаесте династије угравирани су натписи и прикази најважнијих безкрвних жртава. Неки ковчези су садржали текстове који су заправо верзије Текстова пирамида.
Крајем Дванаесте династије, догодиле су се значајне измене у погребним обичајима, које су највероватније резултат административних промена Сесостриса III (1836-1818 п. н. е). Тело је било увек положено на леђа, док је у ранијим периодима било положено на страну. Скарабеји и фигурине у облику мумија заменили су текстове на ковчезима и дрвене моделе. Током Тринаесте династије, различити сликани мотиви представљали су огледало децентрализоване власти тог периода. Више покојника је почело да се сахрањује у истој гробници, што раније није био случај.

### Други прелазни период
Гробнице из Другог прелазног периода откриле су присуство странаца у земљи. На северу, гробнице су највероватније припадале Хиксима, семитском племену које је владало током овог периода. Једноставни гробови у облику тигања, према мишљењу неких аутора, припадале су Нубијским војницима.

### Ново краљевство
Већина елитних гробница током Новог краљевства грађене су унутар стена. Владари су сахрањивани у гробницама са више просторија у Долини краљева. Свештеници су за њих спроводили погребне ритуале у каменим храмовима који су били саграђени на западној делти Нила, преко пута Тебе. На основу постојећих доказа, претпоставља се да је ово последњи период у коме су предмети из свакодневног живота служили као гробни прилози; почевши од Деветнаесте династије, у гробницама су се налазили предмети направљени искључиво за загробни живот.
Све гробнице овог периода су опљачкане, потпуно или делимично. Такође, уметници су декорисали гробнице елите ритуалним сценама, више него свакодневним које су биле учестале током Старог краљевства.

### Трећи прелазни период
Иако се политичка структура Новог краљевства распала крајем Двадесете династије, већина сахрана током Двадесетпрве династије су пратиле обичаје претходног периода. Тек на крају Трећег прелазног периода јављају се нови погребни обичаји.
Оскудне декорације гробница довеле су до раскошнијег осликавања ковчега. Међутим, гробни прилози су углавном садржали јефтине шабти фигурине, чак и када је покојник био припадник краљевске породице.

### Касни период
Током Касног периода, великим делом су биле присутне шахт-гробнице. Рељефи и статуе су још увек представљале оличење стила Старог краљевства. Ковчези су осликавани религијским текстовима и сценама, док су канопске вазе, иако нефункционалне, и даље коришћене као гробни прилог. У гробницама Касног периода могле су се наћи и фигурине Озириса или композитног божанства Птах-Сокер-Озириса, као и скарабеји, амајлије у облику Уџат ока, и слике покојниковог ба.

### Птолемејски период
Након што је Египат освојио Александар Велики, Египтом је владала династија Птолемеја. Македонско-грчка породица гајила је културу која је вредновала и хеленистички и египатски начин живота: они који су живели у Александрији поштовали су обичаје копнене Грчке, док су други, заједно са самим Египћанима, усвојили египатске обичаје.
Постоји јако мало гробница из овог периода. Познато је да су се приликом сахрањивања елите још увек користили камени саркофази. Књига мртвих и амајлије су такође биле у употреби.

### Римски период
Римљани су освојили Египат 30. године п. н. е, што је уједно представљало и крај владавине најпознатијег члана Птолемејске династије, Клеопатре VII. Током Римског периода, развијале су се хибридне сахране које су подразумевале и египатске и римске елементе.
Неки људи су мумификовани, а предња страна мумије осликавана је традиционалним египатским симболима. У овом периоду јављају се и потрети мумије, рађене у енкаустичкој техници на дрвеним панелима.

## Погребни ритуали
Дела грчких историчара Херодота и Диодора Сицилијског пружају највећи извор информација о томе како су дрвени Египћани приступали очувању тела покојника. Пре балзамовања, ожалошћени су прекривали лице блатом и парадирали градом ударајући груди рукама. Ако би преминула супруга мушкарца високог положаја, њено тело би се балзамовало тек након три или четири дана, да би се спречило малтретирање леша. У случају да је покојник удављен или убијен, балзамовање је вршено истог тренутка, са великом обазривошћу, а једино је свештеницима било дозвољено да додирују тело.
Након балзамовања, ожалошћени су највероватније спроводили ритуал који је подразумевао одигравање митолошке приче „Бдење за Озириса”, где су добровољци глумили Озириса, његовог брата Сета и божанства Изиду, Хоруса, Анубиса, Теута и Нефтиду. Легенда каже да је Сет био љубоморан на Озириса пошто му је уступљен престо, због чега је одлучио да га убије. Озирисова супруга, Изида, упорно се борила са Сетом да би повратила Озирисово тело, али је у том процесу изгубљен његов дух. Без обзира на то, Озирис је васкрснуо и добио статус бога. И други ритуали су спровођени кроз оближњу некрополу, који су симболизовали различита света путовања.
Погребна поворка састојала се од говеда која су тело вукла на носилу налик санкама, пријатеља и породице. Свештеник је током пута ка гробници палио тамјан и просипао млеко испред покојника. Након уласка у гробницу, свештеник је спроводио Ритуал отварања уста. Глава покојника би се окретала према југу, а тело је сматрано репликом или статуом. Отварање уста симболизовало је пружање моћи говора да би се покојник бранио током суђења богова.

## Мумификација

### Балзамовање
Очување тела било је од пресудног значаја ако је покојник имао жељу за загробним животом. У оквиру староегипатског концепта душе, ка, који представља животну силу, напушта тело након смрти. Једино ако се тело балзамује на посебан начин, ка ће се вратити у тело покојника и наступиће поновно рођење. Балзаматори су систематично припремали тело за мумификацију. Породица и пријатељи преминулог имали су у понуди различите опције које су варирале у цени. Након припреме тела, балзаматори су га премештали до „места прочишћења”, тј. до шатора где су испирали покојника, а потом у „Кућу лепоте”, где се одвијала мумификација.

### Мумификација
Да би покојник живео вечно и стао пред Озириса, његово тело је морало да прође кроз мумификацију. У суштини овог процеса лежало је дехидрирање тела помоћу натрона, природне мешавине натријум карбоната декахидрата и натријум бикарбоната.
Мумификација је била доступна свакоме ко је могао да је приушти. Међутим, постојало је веровање да они који тај процес нису моги да приуште могу приступити загробном животу уз одговарајуће враџбине. Постојале су најскупље, скупе и јефтине мумификације.
Први корак мумификације био је одстрањивање унутрашњих органа и течности да би се спречила декомпозиција тела. Балзаматори су такође одстрањивали мозак помоћу металне куке која се убацивала кроз ноздрву. Разлог томе је било веровање да је срце средиште свега онога што чини човека. Следећи корак подразумевао је стављање плућа, јетре, желуца и црева у канопске вазе, чији су поклопци симболизовали главе четири Хорусова сина: Имсетија, Хапија, Дуамутефа и Кебехсенуефа. Имсети, који има људску главу, штитио је јетру; Дуамутеф, са главом шакала, штитио је желудац; Хапи, који има главу мајмуна, штитио је плућа, а Кебехсенуеф, са главом сокола, штитио је црева. Древни Египћани веровали су да ће сахрањивањем покојника са унутрашњим органима омогућити њихово уједињење у загробном животу. У трећем кораку, тело се пунило зачинима и ароматичним биљем. Срце је остајало у телу, јер је било потребно за мерење на ваги истине. Целокупан процес дехидрације трајао је 40 дана.
Други део процеса трајао је 30 дана и у њему се покојник претварао у полубога. Зачини и биље из унутрашњости тела су се замењивали уљима и вином. Уље је је служило да би се спречило ломљење удова и костију приликом умотавања тела. Покојник је некада премазиван смолом да би се заштитио од инсеката и бактерија. Након тога, тело се умотавало у платнене завоје уз амајлије, а свештеник је за то време рецитовао молитве. Завоји су преминулом пружали додатну заштиту, а у зависности од финансијских могућности породице, покојник је могао имати и маску на лицу.

## Погребни обичаји
Након припреме мумије, било је потребно да се она симболично реанимира. Ритуал отварања уста спроводио је свештеник који је рецитовао враџбине и додиривао мумију или саркофаг церемонијалном брадвом. Овај ритуал омогућавао је покојнику да дише и говори у загробном животу.
Свештеници, или краљев наследник, су напослетку премештали тело у погребни храм, где су се спроводили додатни ритуали који ће припремити владара за коначно путовање. Његова мумија је затим стављана у пирамиду са великом количином пића, хране, намештаја, одеће и накита.
Пирамиде су биле запечаћене да би се спречио улазак у њих. Међутим, душа краља је могла слободно да се креће кроз погребну одају.
Дрвени Египћани су веровали да покојници, налик живима, могу осећати љутњу. Од њих се такође очекивало да наставе да се брину о својој породици. Због интрикатних веровања о загробном животу, јасно је зашто су се Египћани са великим поштовањем односили према мртвима.

## Гробнице
Гробнице у древном Египту имале су две важне функције: да пруже заштиту покојнику и да служе као место где ће ожалошћени спроводити ритуале који ће помоћи преминулом током преласка у загробни живот. Стога, древни Египћани изградњу гробница нису схватали олако. Два најважнија дела гробнице била су погребна одаја и капела у којој су могли да се окупљају чланови породице и пријатељи.
Обично су гробнице грађене близу места где је покојник живео. Приликом сахрањивања се бирала земља која није била посебно плодна, тако да су се гробнице углавном налазиле на пустињском тлу.
Једноставне јаме су временом постале структуре од ћерпича, тј. мастабе. Оне су затим прерасле у степенасте пирамиде, и на крају у „праве пирамиде”. Сваки владар би започињао изградњу сопствене пирамиде од тренутка када би ступио на престо.
Гробља су често била лоцирана на западној обали Нила, која је сматрана „релмом мртвих”. Гробнице су сматране репрезентацијом покојниковог места у космосу, које је зависило од његовог друштвеног положаја. Ако су преминули били припадници више класе, сахрањивани су близу краља, док су сиромашни сахрањивани близу локалне заједнице.

## Ковчези
Без обзира на то што су ковчези били прављени од дрвета, они су осликавани тако да одговарају свакој индивидуи. Током Старог краљевства, на сваком ковчегу је била угравирана покојникова титула и листа гробних прилога, а прављен је и отвор кроз који је пролазио ка. Декорације на ковчезима зависиле су од статуса покојника.
Током Средњег краљевства, ковчег је сматран „минијатурном гробницом”. Богиње Изида и Нефтида често су осликаване на њима јер се сматрало да оне штите преминулог у загробном животу. На ковчезима су се често гравирале молитве.
Постојали су и антропоидни ковчези, који су прављени у складу са обликом покојниковог тела. Саркофаг, који је служио да се у њега стави сам ковчег, пружао је додатну заштиту преминулом.

## Проклетство
Један од погребних обичаја древних Египћана подразумевао је припрему за загробни живот. Ка, животна сила, не би била у могућности да се врати у тело да се балзамовање спроведе на непогодан начин. У овом случају, тело би трунуло до непрепознатљивости, што би значило да покојник не би могао да ступи у загробни живот. Одатле следи проклетство, које подразумева да преминула индивидуа није у могућности да постане божанство. Различити погребни текстови описују шта се тачно догађа током проклетства.

## Погребни текстови
Велики број мумија је сахрањен са неком врстом погребних текстова, који се састоје од враџбина и упутства за сналажење у загробном животу. Током Старог краљевства, фараони су једини имали приступ овим текстовима, које аутори називају Текстовима пирамида. Фараон Унас био је први владар који је користио ове текстове.
Током Првог прелазног периода и Средњег краљевства, Текстови пирамида користили су се у погребним одајама високих званичника, да би на крају прерасли у Текстове ковчега.
У Новом краљевству, Текстове ковчега заменила је Књига мртвих, која је опстала до Касног периода. Враџбине су биле прилагођене покојнику, тако да су они који су били довољно богати прилагали сопствене верзије текстова.

## Вага истине
Покојник је био у обавези да прође кроз суђење богова да би приступио загробном животу. На основу артефаката из древног Египта, суђење се одвијало на следећи начин: срце покојника мерено је на једном тасу, док је перо богиње Маат служило као противтег. Судија је био бог Озирис, а у његовом присуству је ка полагала заклетву о својој чистоћи.
Уколико покојник није грешио, његово срце би стало у равнотежу са пером, и душа би одлазила у рај. У случају да перо и срце нису били у равнотежи, чудовиште Амут би прождрало срце.

## Гробни прилози
Иако су се врсте гробних прилога мењале кроз историју древног Египта, њихова сврха остала је иста. Од најранијих периода, сваки Египћанин сахрањиван је са прилозима за које се сматрало да су неопходни за загробни живот.
Како су се развијали погребни обичаји, богати сталежи имали су приступ дрвеним и каменим ковчезима, међутим, број гробних прилога је опадао. Крајем Средњег краљевства, предмети попут шабти фигурина и скарабеја постају редовна појава приликом сахрањивања.